# Whole Lotta History
„Whole Lotta History” este un cântec pop al grupului muzical britanic Girls Aloud. Piesa a fost compusă de Xenomania și inclusă pe cel de-al treilea material discografic de studio al formației, Chemistry. „Whole Lotta History” a fost lansat ca cel de-al patrulea extras pe single al albumului pe data de 13 martie 2006.
Discul a obținut locul 6 în UK Singles Chart, devenind cel de-al doisprezecelea hit de top 10 al grupului în Regatul Unit. De asemenea, „Whole Lotta History” a devenit cel mai slab clasat cântec semnat Girls Aloud în Irlanda până la lansarea lui „Untouchable”, în prima jumătate a anului 2009. Cu toate acestea, piesa a fost inclusă pe albumul de compilație de tip Greatest hits, The Sound of Girls Aloud.

## Informații generale
Cel de-al doisprezecelea extras pe single al grupului Girls Aloud îl reprezintă balada „Whole Lotta History”. Aceata a fost promovată ca ultimul single al materialului Chemistry, fiind lansat în format compact disc pe data de 13 martie 2006. Cântecul a devenit cel de-al doisprezecelea hit de top 10 al formației în clasamentul britanic.
„Whole Lotta History” a fost prima baladă originală a grupului Girls Aloud extrasă pe single de la șlagărul din anul 2003, „Life Got Cold”. În ciuda faptului că înregistrarea sună mult mai tradițională decât majoritatea cântecelor formației, piesa este compusă din șapte părți diferite, spre deosebire de formula standard: strofă-refren. Versiunea discului single a fost intitulată „Original Ash Howes Mix”, fiind puțin diferită față de varianta prezentă pe materialul Chemistry având percuții diferite și un sunet de chitară mai pronunțat.

## Structura muzicală și versurile
Textul cântecului „Whole Lotta History” face referire la o relație de iubire ce s-a încheiat, partea masculină trecând peste despărțire și începând să își îndrepte atenția asupra unei noi persoane. Pe de altă parte, femeia regretă cele întâmplate, sentimentele de afecțiune fiind încă prezente în sufletul său. În prima parte a piesei, versurile interpretate de Cheryl Cole și Nadine Coyle îi sunt adresate persoanei iubite o serie de întrebări retorice față de actuala sa parteneră de relație: „Este ea atât de frumoasă? [...]/ De fiecare dată când te sărută, spune-mi/ Te simți chiar atât de bine?/ Te iubește ea așa cum eu nu am putut?/ Să te țină în brațe, să-ți spună că totul e bine?”. Partea feminină nu reușește să lase totul în urmă, finalul interpretat de Sarah Hearding fiind un plus adus acestui argument.
Linia melodică realizată cu ajutorul instrumentalului se îmbină armonios cu textul, combinație aclamată de critici. De asemenea, „Whole Lotta History” este unul dintre puținele discuri single ale grupului Girls Aloud care face referire la sfârșitul unei relații.

## Recenzii
În majoritatea recenziilor oferite materialului discografic Chemistry, cântecul a trecut aproape neobservat, însă cei ce au analizat piesa au considerat-o în mare parte una dintre cele mai reușite înregistrări ale discului.
BBC Music numește „Whole Lotta History” unul dintre cele mai interesante cântece ale albumului, alături de „Models”. Aceeași publicație, alături de Allmusic asemănă piesa discului single lansat de Spice Girls, „2 Become 1”, în timp ce website-ul GirlsAloud.org susține faptul că înregistrarea a fost supranumită noul „Never Ever” (unul dintre cele mai mari succese înregistrate de formația All Saints). Virgin Media oferă piesei trei stele dintr-un total de cinci, afirmând faptul că „deși grupul se descurcă mai bine atunci când realizează cântece alerte [...] «Whole Lotta History» este una dintre cele mai mari realizări ale fetelor”.
Din partea UK Mix piesa primește două recenzii. Primul critic oferă punctaj maxim înregistrări și susține faptul că „«Whole Lotta History» este o baladă clasică și bine realizată care reliefează valoarea acestei formații. Cel mai bun cântec de pe cel de-al treilea album al lor, Chemistry, este acest cântec frumos despre dragoste. Chiar dacă este datorită deschiderii realizate de Kimberly, interpretării de vis a lui Cheryl, versul Nicolei ce îți taie respirația sau încheierea memorabilă a Sarahei, totul funcționează perfect. Până în momentul în care Nadine începe interpretarea refrenului, este clar faptul că acesta este încă un dar minunat oferit de Girls Aloud și o adăugare binevenită la o colecție impresionantă de hituri”. Cel de-al doilea editor oferă piesei trei puncte dintr-un total de cinci, afirmând faptul că „deși este cea de-a doua baladă consecutivă este mult mai bună decât discul single precedent, See the Day”.

## Videoclip

Girls Aloud în videoclipul cântecului „Whole Lotta History”. De la stânga la dreapta: Cheryl Cole, Nadine Coyle, Nicola Roberts, Sarah Harding și Kimberley Walsh.

Videoclipul cântecului „Whole Lotta History” a fost filmat în Paris, Franța la începutul anului 2006, fiind regizat de Margaret Malandruccolo. Premiera a avut loc pe data de 11 februarie 2006 în cadrul emisiunii Top Of The Pops Reloaded difuzate de programul BBC 2.
Capturile le prezintă pe fiecare dintre componentele grupului în ipostaze separate, Kimberley Walsh se află într-o cafenea, Cheryl Cole este surprinsă privind pe geamul unei camere de hotel, Nicola Roberts este filmată în timp ce se privește într-o oglindă, Sarah Harding este urmărită în timp ce se plimbă pe malurile unui râu, în timp ce Nadine Coyle vizualizează o serie fotografii într-un birou. În afara acestor segmente izolate, cele cinci sunt filmate și împreună în încăperea unde Coyle a luat parte la filmările cadrelor sale.
Materialul a debutat pe locul 8 în lista celor mai difuzate videoclipuri din Regatul Unit, nereușind să obțină o poziționare superioară, înregistrând astfel mai puțin succes față de predecesoarele sale „Biology” și „See the Day” (care au ocupat locul 1). A rezistat în clasament timp de șapte săptămâni, șase dintre acestea fiind petrecute în top 20.

## Interpretări live și promovare

Girls Aloud interpretând ultima parte a cântecului „Whole Lotta History” în cadrul turneului de promovare al materialului Chemistry.

Prima interpretare live realizată spre a promova discul single „Whole Lotta History” a avut loc în cadrul emisiunii CD:UK pe data de 18 februarie 2006. Formația s-a întors în studiourile programului ITV1 și pe data de 4 martie la același spectacol spre a realiza o interpretare adițională. De asemenea, postul de televiziune BBC 2 le-a găzduit pe Girls Aloud cu două ocazii în emisiunea Top Of The Pops Reloaded, pe dățile de 25 februarie și, respectiv, 11 martie. Alte interpretări au fost susținute și în cadrul emisiunilor Davina (BBC 1), Loose Women sau Holly & Stephen's Saturday Showdown, ambele difuzate de ITV1. De asemenea, cântecul a fost promovat și în Oceania, în timpul vizitei realizate de grupul muzical în această regiune, o interpretare notabilă fiind aceea susținută în spectacolul WhatUWant, din Australia.
„Whole Lotta History” a fost interpretat în trei dintre cele cinci turnee susținute de formație. Unul dintre momentele memorabile a fost inclus pe DVD-ul turneului Chemistry, concertul din care acesta face parte fiind susținut pe Wembley Arena. În timpul interpretării cele cinci componente ale grupului sunt împărțite pe două bănci, fiind acompaniate de un instrumentalist. În turneul Tangled Up „Whole Lotta History” a fost cântat pe o pasarelă deasupra publicului, componentele grupului revenind pe scenă doar la finele piesei, în timp ce în cadrul The Sound of Girls Aloud: The Greatest Hits Tour înregistrarea a fost interpretată într-un balansoar.

## Lista cântecelor
Discul single conține alături de piesa „Whole Lotta History”, o înregistrare adițională, inclusă pe fața B și intitulată „Crazy Fool”. Cântecul este disponibil și în format maxi single, acesta conținând versiunea standard a piesei alături de două remixuri, o preluare a șlagărului „Teenage Dirtbag” interpretată live și videoclipul „Whole Lotta History”.
| Nr.                                    | Titlu                                 | Durată |
| -------------------------------------- | ------------------------------------- | ------ |
| Disc single distribuit în Regatul Unit |                                       |        |
| 1.                                     | „Whole Lotta History” [Editare radio] | 3:47   |
| 2.                                     | „Crazy Fool”                          | 3:34   |
| Disc digital distribuit prin iTunes    |                                       |        |
| 1.                                     | „Whole Lotta History”                 | 3:47   |

| Nr.                                    | Titlu                                         | Durată |
| -------------------------------------- | --------------------------------------------- | ------ |
| Maxi single distribuit în Regatul Unit |                                               |        |
| 1.                                     | „Whole Lotta History”                         | 3:47   |
| 2.                                     | „Whole Lotta History” [remix de Tony Lemezma] | 5:09   |
| 3.                                     | „Teenage Dirtbag” [versiune live]             | 4:14   |
| 4.                                     | „Whole Lotta History” [Videoclip]             | 3:47   |
| 5.                                     | „Whole Lotta History” [versiune karaoke]      | 3:47   |
| 6.                                     | „Game”                                        | -      |

## Versiuni oficiale
| Versiune                        | Disponibil pe                                   |
| ------------------------------- | ----------------------------------------------- |
| Versiunea de pe album           | Chemistry The Sound of Girls Aloud              |
| Versiune realizată de Ash Howes | Discul single „Whole Lotta History”             |
| Remix de Tony Lamezma           | Discul single „Whole Lotta History”             |
| Versiune acustică               | Descărcare digitală distribuită de 7digital.com |

| Versiune                                             | Disponibil pe                       |
| ---------------------------------------------------- | ----------------------------------- |
| Versiune live interpretată la Carling Academy London | Discul single „Whole Lotta History” |
| versiune înregistrată (realizată în studio)          | Radio 1 Established 1967            |

## Prezența în clasamente
„Whole Lotta History” a debutat pe locul 80 în UK Singles Chart, datorită numărului mare de descărcări digitale înregistrate. Odată cu începerea comercializării compact discurilor ce conțin piesa, cântecul a urcat până pe locul 6. Acest lucru s-a datorat celor peste 11.700 de exemplare vândute într-o singură săptămână. Discul a coborât repede din clasament, în cea de-a cincia săptămână coborând treizeci și trei de locuri, obținând o poziționare pe locul 73. „Whole Lotta History” a devenit discul single semnat Girls Aloud ce înregistrează cele mai scăzute vânzări din întreaga istorie a formației, comercializându-se în mai puțin de 45.000 de copii în țara natală a grupului. Înregistrarea a urcat până pe locul 55 în topul celor mai difuzate piese din Regatul Unit.
Cântecul a întrat în clasamentul irlandez pe poziția cu numărul 18, nereușind să câștige o poziționare mai bună. Astfel, „Whole Lotta History” a devenit cel mai slab clasat extras pe single al grupului în această regiune până la promovarea discului „Untouchable”, în anul 2009, piesă ce a ocupat locul 19. De asemenea, în clasamentul european compilat de APC Chart/Euro 200 cântecul a urcat până pe treapta cu numărul 41, în timp ce în lista realizată de Billboard piesa a câștigat locul 23. În Rusia „Whole Lotta History” a obținut locul 149, devenind cel mai bine clasat single de pe Chemistry, însă a fost surclasat de „Love Machine” (locul 112) și „The Show” (locul 45).

## Clasament
| Clasament            | Poziția maximă | Referință |
| -------------------- | -------------- | --------- |
| Euro 200             | 41             | [ 31 ]    |
| European Hot 100     | 23             | [ 32 ]    |
| Irish Singles Chart  | 18             | [ 3 ]     |
| Russia Airplay Chart | 149            | [ 33 ]    |
| UK Airplay Chart     | 55             | [ 29 ]    |

| Clasament                 | Poziția maximă | Referință |
| ------------------------- | -------------- | --------- |
| UK TV Airplay Chart       | 8              | [ 7 ]     |
| UK Physical Singles Chart | 2              | [ 7 ]     |
| UK Download Chart         | 23             | [ 34 ]    |
| UK Singles Chart          | 6              | [ 3 ]     |
| UK 2006 Chart             | 188            | [ 35 ]    |

| \| Țara \| Data \| Format \| Referință \| \| ------------ \| -------------- \| ------------------- \| --------- \| \| Regatul Unit \| 12 martie 2006 \| Descărcare digitală \| [7] \| \| Regatul Unit \| 13 martie 2006 \| Disc single \| [2] \| | - Vocaliști: Girls Aloud; - Textieri: Miranda Cooper, Brian Higgins, Tim „Rolf” Larcombe, Lisa Cowling, Giselle Sommerville; - Producător: Xenomania; |                     |           |
| Țara | Data | Format              | Referință |
| Regatul Unit | 12 martie 2006 | Descărcare digitală | [ 7 ]     |
| Regatul Unit | 13 martie 2006 | Disc single         | [ 2 ]     |